# Librilla
Librilla – gmina w Hiszpanii, w prowincji Murcja, w Murcji, o powierzchni 56,5 km². W 2011 roku gmina liczyła 4842 mieszkańców.
W miejscowości jest stacja kolejowa Librilla.